# 1-es főút (Mexikó)
A mexikói 1-es szövetségi főút a Kaliforniai-félsziget teljes hosszán halad végig (ezért nevezik Carretera Transpeninsularnak, azaz félszigeten keresztülvezető útnak is). Északi vége Tijuanában van az Amerikai Egyesült Államok határán, déli vége a félsziget csúcsán, Cabo San Lucas városában. Punta Prietától északra, Parador Punta Prietánál kelet felé elágazik, ez az ág elvisz Bahía de los Ángelesig. Korábban ez önálló szövetségi főút volt, 12-es számmal, de ma ez az ág is az 1-es része. Emellett Alsó-Kalifornia területén egy rövid, Déli-Alsó-Kalifornia területén 11 rövid és egy hosszabb kiágazása van még, melyek falvakhoz és repülőterekhez vezetnek.

## Az út hossza
A leágazások nélküli főút Alsó-Kaliforniában 710,3 km hosszú, a Bahía de los Ángeles felé vezető szakasz 68 km, az egyetlen rövid leágazás hossza pedig 9,5 km. Az út déli-alsó-kaliforniai szakasza 984,8 km, a leágazások összesen 96,1 km-t tesznek ki.

## Elágazások, települések
| km     | Elágazás, település                                               | Állam                                 |
| ------ | ----------------------------------------------------------------- | ------------------------------------- |
| 0,0    | Tijuana                                                           | Alsó-Kalifornia                       |
| 25,9   | Playas de Rosarito                                                | Alsó-Kalifornia                       |
| 57,0   | Plaza Santa María                                                 | Alsó-Kalifornia                       |
| 65,0   | Playas la Misión                                                  | Alsó-Kalifornia                       |
| 102,0  | El Sauzal de Rodríguez                                            | Alsó-Kalifornia                       |
| 110,0  | Ensenada                                                          | Alsó-Kalifornia                       |
| 123,5  | El Cipres repülőtér                                               | Alsó-Kalifornia                       |
| 131,0  | Rodolfo Sánchez Taboada                                           | Alsó-Kalifornia                       |
| 163,0  | Ejido el Ajusco                                                   | Alsó-Kalifornia                       |
| 200,0  | San Vicente                                                       | Alsó-Kalifornia                       |
| 248,0  | Ejido México (Punto Colonet)                                      | Alsó-Kalifornia                       |
| 269,0  | Camalú                                                            | Alsó-Kalifornia                       |
| 282,0  | Vicente Guerrero                                                  | Alsó-Kalifornia                       |
| 303,0  | San Quintín                                                       | Alsó-Kalifornia                       |
| 306,0  | Lázaro Cárdenas                                                   | Alsó-Kalifornia                       |
| 359,7  | El Rosario de Arriba                                              | Alsó-Kalifornia                       |
| 386,0  | Elágazás Abelardo L. Rodríguez (Malvar) felé                      | Alsó-Kalifornia                       |
| 581,7  | Punta Prieta, a régi 12-es út elágazása Bahía de los Ángeles felé | Alsó-Kalifornia                       |
| 632,3  | Ejido Nuevo Rosarito                                              | Alsó-Kalifornia                       |
| 710,3  | Államok határa                                                    | Alsó-Kalifornia, Déli-Alsó-Kalifornia |
| 711,7  | Guerrero Negro                                                    | Déli-Alsó-Kalifornia                  |
| 739,6  | Elágazás kelet–északkelet felé                                    | Déli-Alsó-Kalifornia                  |
| 784,6  | Elágazás nyugat–délnyugat, Bahía Tortugas felé                    | Déli-Alsó-Kalifornia                  |
| 832,9  | Elágazás délnyugat, az óceánpart felé                             | Déli-Alsó-Kalifornia                  |
| 855,0  | Elágazás San Ignacio felé                                         | Déli-Alsó-Kalifornia                  |
| 928,6  | Santa Rosalía                                                     | Déli-Alsó-Kalifornia                  |
| 936,6  | Elágazás Santa Águeda felé                                        | Déli-Alsó-Kalifornia                  |
| 990,6  | Heroica Mulegé                                                    | Déli-Alsó-Kalifornia                  |
| 1125,6 | Loreto                                                            | Déli-Alsó-Kalifornia                  |
| 1136,1 | Nopoló                                                            | Déli-Alsó-Kalifornia                  |
| 1150,2 | Elágazás Puerto Escondido felé                                    | Déli-Alsó-Kalifornia                  |
| 1180,6 | Elágazás Puerto Agua Verde felé                                   | Déli-Alsó-Kalifornia                  |
| 1228,6 | Elágazás Ley Federal de Aguas Número Dos felé                     | Déli-Alsó-Kalifornia                  |
| 1238,6 | Elágazás Ley Federal de Aguas Número Uno felé                     | Déli-Alsó-Kalifornia                  |
| 1245,6 | Ciudad Insurgentes                                                | Déli-Alsó-Kalifornia                  |
| 1253,1 | Elágazás Ley Federal de Aguas Número Cuatro felé                  | Déli-Alsó-Kalifornia                  |
| 1269,1 | Ciudad Constitución                                               | Déli-Alsó-Kalifornia                  |
| 1402,5 | Elágazás El Conejo, az óceánpart felé                             | Déli-Alsó-Kalifornia                  |
| 1458,1 | Elágazás Alfredo V. Bonfil felé                                   | Déli-Alsó-Kalifornia                  |
| 1468,6 | El Centenario                                                     | Déli-Alsó-Kalifornia                  |
| 1482,1 | La Paz                                                            | Déli-Alsó-Kalifornia                  |
| 1504,1 | San Pedro                                                         | Déli-Alsó-Kalifornia                  |
| 1510,7 | Elágazás Todos Santos, az óceánpart felé                          | Déli-Alsó-Kalifornia                  |
| 1539,1 | San Antonio                                                       | Déli-Alsó-Kalifornia                  |
| 1585,1 | Los Barriles                                                      | Déli-Alsó-Kalifornia                  |
| 1611,1 | Elágazás Santiago felé                                            | Déli-Alsó-Kalifornia                  |
| 1623,6 | Elágazás Miraflores felé                                          | Déli-Alsó-Kalifornia                  |
| 1649,1 | Santa Anita                                                       | Déli-Alsó-Kalifornia                  |
| 1662,1 | San José del Cabo                                                 | Déli-Alsó-Kalifornia                  |
| 1695,1 | Cabo San Lucas                                                    | Déli-Alsó-Kalifornia                  |

## A régi 12-es főút

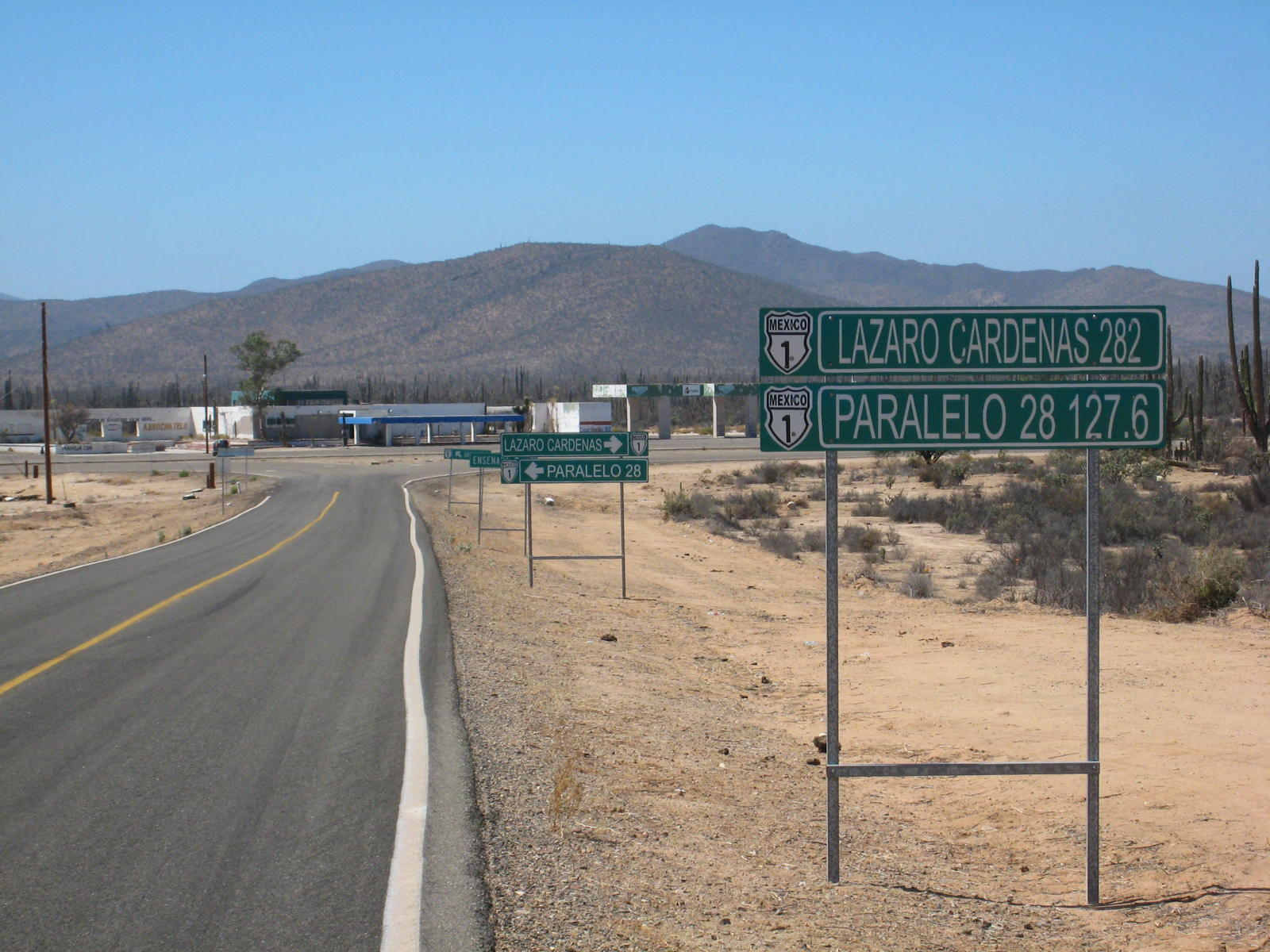
A régi 12-es főút kiágazása az 1-esből

A Parador Punta Prieta és Bahía de los Ángeles közti út korábban önálló szövetségi főút volt 12-es számmal, ma az 1-es főút része. A 68 km-es út egyetlen lakott területet sem érint, végig sivatagos környezetben halad. Kb. 330 m-es tengerszint feletti magasságból indulva, enyhén hullámozva 200 és 400 méter közötti magasságokban ér el a Kaliforniai-öböl közelébe, ahol aztán gyorsan lejteni kezd a tengerszintig.